# 1472
Năm 1472 là một năm trong lịch Julius.